# 可及关系
可及关系是在可能世界之间的二元关系 R，它在模态逻辑的形式化/理论方面非常有用，它同样也用于知识论、形而上学和价值理论。

## (命题)模态逻辑的基本概述
为了真正理解什么是可及关系，需要一些对模态逻辑基础的背景解说。出于简化的目的，我们将限制于命题模态逻辑。命题模态逻辑只是带有两个关键一元算子的传统句子逻辑: {\displaystyle \Box } 意味着 "...是必然的" 和 {\displaystyle \Diamond } 表示 "...是可能的"。这些算子可以附加到一个单独的句子上来形成一个新的复合句子。对于任何(简单的或复合的)句子 A，我们可以由此形成复合句子 {\displaystyle \Box A} 和 {\displaystyle \Diamond A}。
现在，使用 p、q 等来表示我们语言的语句，x、y 等来表示对象，而 P、Q 等来表示谓词，我们可以写出几乎所有模态逻辑的六个基本公理:
- {\displaystyle \Box p\leftrightarrow \lnot \Diamond \lnot p}

- {\displaystyle \Diamond p\leftrightarrow \lnot \Box \lnot p} 

- {\displaystyle p\rightarrow \Diamond p} 

- {\displaystyle \Box (p\land q)\leftrightarrow (\Box p\land \Box q)} 

- {\displaystyle (\Box p\lor \Box q)\rightarrow \Box (p\lor q)} 

- {\displaystyle \Box (p\to q)\to (\Box p\to \Box q)}

多数其他公理关注有争议而没有达成广泛一致的模态算子。下面是其中最经常使用和讨论的:
(T) {\displaystyle \Box p\rightarrow p} 

(4) {\displaystyle \Box p\rightarrow \Box \Box p} 

(5) {\displaystyle \Diamond p\rightarrow \Box \Diamond p} 

(B) {\displaystyle p\rightarrow \Box \Diamond p} 

这里的 "(T)"、"(4)"、"(E)" 和 "(B)" 表示这些公理(或原理)的传统名字。
依据模态逻辑的传统可能世界语义，由模态算子形成的复合句子要用量化于可能世界上的方式来解释，诉诸于可及(accessibility)关系。可及关系现在可以定义为(无法解释的)关系 {\displaystyle R(w_{1},w_{2})\,}，它成立于可能世界 {\displaystyle w_{1}\,} 
和 {\displaystyle w_{2}\,} 之间，只在可以从 {\displaystyle w_{1}\,} 到达 {\displaystyle w_{2}\,} 的情况下。

## 在形式语义中可及关系的重要性
设 w* 指示真实世界，我们还要服从可能世界语义的两个基础变换模式: 
- (TS)必然的 p 意味着 p 在 R(w*,w) 的所有可能世界 w 中是真的。可能的 p 意味着 p 在 R(w*,w) 的某些可能世界 w 中是真的。

要在技术/形式层面看到可及关系的能力和用途，注意下列联系成立:
- 公理 (T) 成立，如果可及关系 R 是自反的。如果每个世界可以访问到自身，则 A 在其中为真的任何世界都是从它可到达 A 在其中为真的一个可及世界的一个世界。

- 公理 (4) 成立，如果 R 是传递的。{\displaystyle \Box A} 在一个世界 w 中为真，只在从 w 可到达的所有世界 {\displaystyle w'} 中 A 都为真的情况下。所以，{\displaystyle \Box \Box A} 在一个世界 w 中为真，只在从 w 可到达的所有世界 {\displaystyle w'} 可到达的所有世界 {\displaystyle w''} 中 A 都是真的情况下。

- 公理(5) 成立，如果 R 是欧几里得的。{\displaystyle \Diamond A} 在一个世界 w 为真，当且仅当 A 在从 w 可到达的某个世界为真。{\displaystyle \Box \Diamond A} 在一个世界 w 为真，当且仅当对于从 w 可以达到的所有世界 {\displaystyle w'}，有从 {\displaystyle w'} 可到达的一个世界 {\displaystyle w''}，A 在其中为真。如果 A 在从 w 可到达的一个世界 {\displaystyle w''} 中为真，那么根据欧几里得性质从 w 可到达的所有其他世界都能达到这个世界 {\displaystyle w''}，所以对于从 w 可到达的所有世界 {\displaystyle w'}，都有 A 在其中为真的一个可到达的世界 {\displaystyle w''}，这保证了这个公理为真理。

- 公理 (B) 成立，如果 R 是对称的。如果 A 在一个世界 w 中为真，则在从 w 可到达的所有世界 {\displaystyle w'} 中，有从 {\displaystyle w'} 可到达的一个世界，A 在中为真。对称性提供从 {\displaystyle w'} 可到达 w，这保证了这个公理为真理。

按大卫·刘易斯所说，结果是"旧争论让位于新争论。不再提问莫名其妙的问题，是否现实的东西必然是可能的，我们可以简单的提问: 关系 R 是对称的吗? "(刘易斯，1996)。

## 引用
- Fitelson, Brandon. Notes on "Accessibility" and Modality. 2003.
- Brown, Curtis. Propositional Modal Logic: A Few First Steps. 2002.
- Kripke, Saul. Naming and Necessity. Oxford. 1980.
- Lewis, D.K.. Counterpart Theory and Quantified Modal Logic. Journal of Philosophy. 1968
- List of Logic Systems  List of most of the more popular modal logics.